# On the Outside
On the Outside è il terzo album in studio del gruppo musicale indie rock inglese Starsailor, pubblicato nel 2005.

## Tracce
1. In the Crossfire – 3:16
2. Counterfeit Life – 3:31
3. In My Blood – 3:55
4. Faith Hope Love – 2:48
5. I Don't Know – 3:20
6. Way Back Home – 3:10
7. Keep Us Together – 3:47
8. Get Out While You Can – 3:07
9. This Time – 3:32
10. White Light – 4:34
11. Jeremiah – 3:39
12. Empty Streets (Bonus Track) – 3:36

## Classifiche
| Classifica (2005) | Posizione |
| ----------------- | --------- |
| Regno Unito       | 13        |